# Федін Костянтин Олександрович
Костянтин Олександрович Федін (нар. 12 (24) лютого 1892, Саратов, Російська імперія — пом. 15 липня 1977, Москва, СРСР) — російський радянський письменник і журналіст, спеціальний кореспондент. Перший секретар (1959—1971) і голова правління (1971—1977) Спілки письменників СРСР. Член АН СРСР і Німецької академії мистецтв (НДР)(1958). Герой Соціалістичної Праці (1967).

## Життєпис і творчість
Народився 12 (24) лютого 1892 року у Саратові в сім'ї власника паперової крамниці. З дитинства захоплювався письменством. Не маючи бажання за наполяганням батька йти «у комерсанти», втікав із дому. У 1911 році все ж вступив до Московського комерційного інституту.
Перші публікації належать до 1913 року — сатиричні «дрібниці» у «Новому сатириконі». Навесні 1914 року, закінчивши 3-й курс, їде до Німеччини для вдосконалення своєї німецької мови, де його застала Перша світова війна (1914–1918). До 1918 року живе в Німеччині у статусі цивільного полоненого, працює актором у міських театрах Циттау і Герліца. У вересні 1918 року повертається до Москви, служить у Наркомпросі. У 1919 році живе в Сизрані, працює секретарем міського виконкому, редагує газету «Сизранський комунар» і журнал «Відгуки». У жовтні 1919 року мобілізований і направлений до Петрограду у політвідділ Окремої Башкирської кавалерійської дивізії, де служив до переведення в редакцію газети 7-ї армії «Бойова правда»; вступає до лав РКП (б). Друкується у «Петроградській правді».
Навесні 1921 року Федін входить до співдружності «Серапіонові брати», згодом його призначають відповідальним секретарем, а незабаром і членом редколегії журналу Книга і революція. Цього ж року Федін виходить з партії, пояснивши це необхідністю «всі сили віддати письменству». У 1921—1922 роках — секретар редакції Державного видавництва в Петрограді; член правління письменницької артілі «Круг» і кооперативного видавництва «Круг» (1923—1929); відповідальний секретар журналу «Зірка» (1924—1926); голова правління «Видавництва письменників у Ленінграді» (1928—1934). У 1920-ті роки Федін написав повісті «Анна Тімофевна» (1921—1922), «Наровчатська хроніка» (1924—1925), «Мужики» (1926), «Трансвааль» (1925—1926), «Старий» (1928—1929), низку оповідань. За оповідання «Сад» (1921) Федін отримав першу премію на конкурсі «Будинку літераторів» у Петрограді.

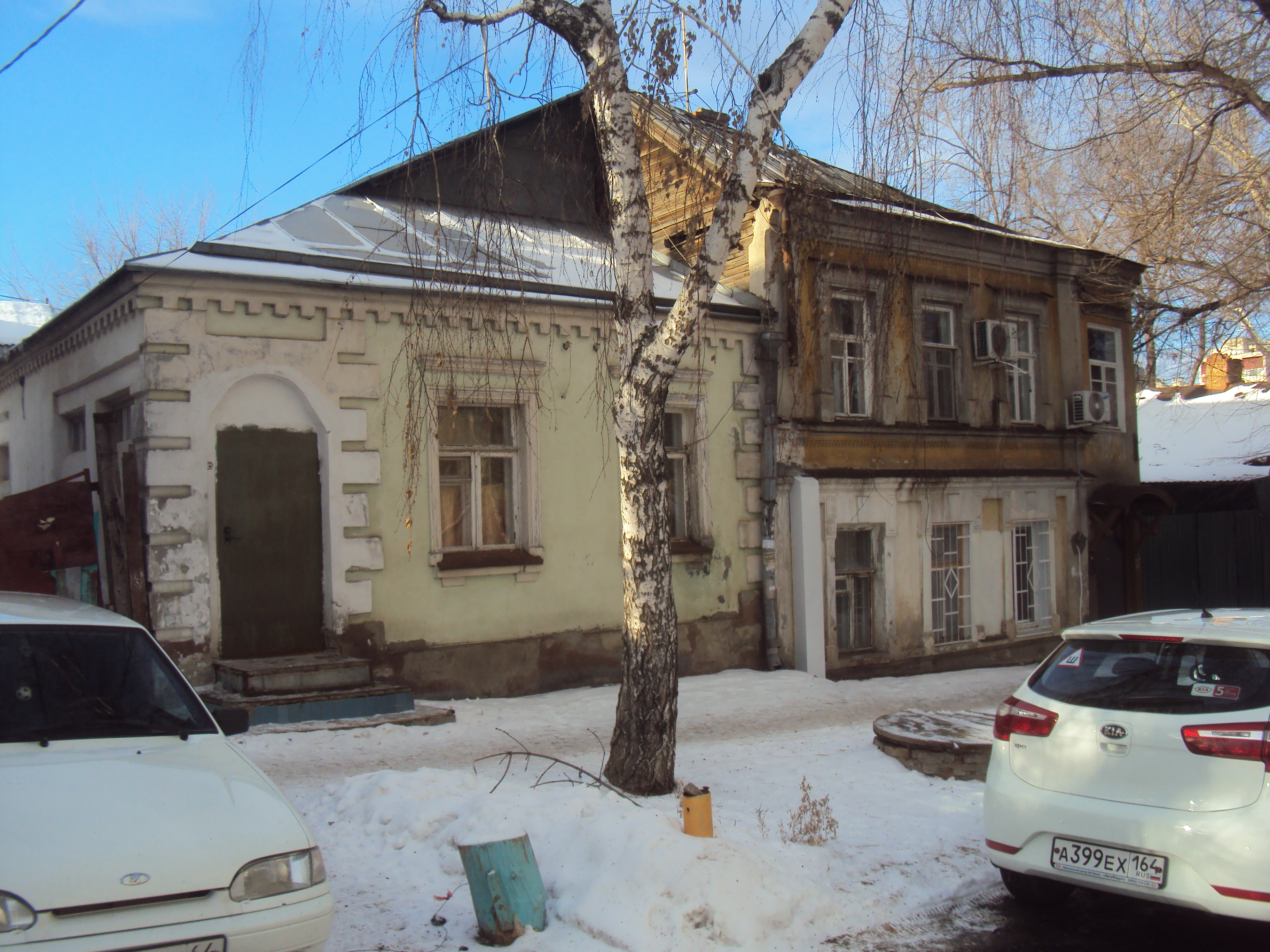
Будинок, у якому жив письменник Федін

У ці ж роки написав два своїх кращих романи: «Міста і роки», у якому відбилися враження про життя в Німеччині в роки Першої світової війни і досвід громадянської війни в Росії, і «Брати» — роман про Росію революційних часів. Обидва романи присвячені долі інтелігенції в революції і натхненно сприйняті читачами як у Росії, так і за кордоном (з 1926 по 1929 роки романи видані в перекладах на німецьку, польську, чеську, іспанську, французьку мови). Про «Братів» Стефан Цвейг писав Федіну 10 грудня 1928 року: «Ви володієте тим, що так незрозуміло більшості в російських художниках (і чого я, на мій жаль, зовсім позбавлений), — чудовою здатністю зображати, з одного боку, народне, зовсім просте, людське, і водночас створювати вишукані артистичні фігури, розкривати духовні конфлікти у всіх їх метафізичних проявах».
Захворівши на тяжку форму туберкульозу легенів, з вересня 1931 по листопад 1932 року Федін лікувався у Давосі (Швейцарія), а потім — у Санкт-Блазієні (Німеччина). У 1933—1934 роках як член оргкомітету Федін бере участь у підготовці Першого Всесоюзного з'їзду письменників. До 1937 року Федін продовжував жити в Ленінграді (Ливарний проспект, 33), потім переїхав до Москви. У 1933—1935 роках працює над романом «Викрадення Європи» — першим у радянській літературі політичним романом. Роман «Санаторій „Арктур“» (1940), написаний за враженнями від перебування в санаторії для туберкульозних хворих у Давосі, тематично перегукується з «Чарівної горою» Томаса Манна. Одужання героя — радянського підданого — на тлі пригніченої економічної кризи Заходу напередодні приходу до влади фашистів символізує переваги радянського ладу.
У роки війни, з жовтня 1941 по січень 1943 року, живе з сім'єю в евакуації у місті Чистополь. З листопада 1945 по лютий 1946 року — спеціальний кореспондент газети «Известия» на Нюрнберзькому процесі. У роки війни він написав три цикли нарисів за враженнями від поїздок на прифронтові і звільнені від окупації області, а також книгу спогадів «Горький серед нас» про літературне життя Петрограда початку 1920-х років, про групу «Серапіонові брати» і роль, яку відіграв Горький у долях письменників-початківців. Книга неодноразово піддавалася жорсткій офіційній критиці за спотворення образу Горького і в повному обсязі надрукована лише в 1967 році. К. І. Чуковський писав про цю книгу «Словом, як не дивись, з якого боку не підійди, це вершинна книга з усіх сучасних мемуарних. Книга класична. І я радий, що вона позбавлена колишніх каліцтв».
Починаючи з 1943 року, працює над трилогією «Перші радощі» (1943—1945), «Незвичайне літо» (1945—1948), «Вогнище» (розпочато в 1949 році, друга книга залишилася незавершеною). У 1957 році вийшла збірка «Письменник, мистецтво, час» (1957), що включила в себе публіцистичні статті про письменницьку працю і нариси про письменників- класиків і сучасників. Докладніше про цю книгу Борис Пастернак писав Федіну: "Я з великим запізненням почав читати твою книгу, і поспішаю сказати тобі про захват, який охопив мене з перших сторінок … Такі ж гарні як Пушкін, майже всі «Вічні супутники». Несподівано хороша стаття про Еренбурга, на тому ж майже рівні. Про Блока і Зощенка — з якимись перешкодами, без такого наскрізного, переможного буяння … ".
З 1947 по 1955 роки Федін — керівник секції прози, а потім — голова правління (1955—1959) Московського відділення Спілки письменників СРСР. Перший секретар (1959—1971) і голова правління (1971—1977) СП СРСР.
У 1958 році Федіна обрано академіком АН СРСР по Відділенню літератури і мови. У 1968 році висувався на Нобелівську премію, але Шведська академія, визнавши, що основні літературні заслуги письменника «відстоять занадто далеко за часом», не стала всерйоз розглядати його кандидатуру.
Помер 15 липня 1977 року, похований у Москві на Новодівичому цвинтарі (ділянка № 9)[5].

## Критика
Перед німецько-радянською війною Федін займав активну громадську позицію, неодноразово виступаючи захисником права письменника на свободу творчості і відстоюючи традиції російської літератури. Однак, у післявоєнний період, відповідно до займаних ним посад «керівника радянської літератури», його позиція з найбільш гострих моментів літературного життя країни стає більш пасивною, яка повністю відповідає лінії партії та уряду. Федін не виступив на захист Б. Л. Пастернака, з яким до цього дружив 20 років, вмовляв його відмовитися від Нобелівської премії. Його відсутність на похороні друга обумовлювалась не боягузтвом, а тяжкою хворобою, що збіглася зі смертю поета. Він дійсно виступив у секретаріаті Спілки письменників проти публікації роману А. І. Солженіцина «Раковий корпус», хоча раніше вітав публікацію в «Новом мире» «Одного дня Івана Денисовича». Він також підписав Лист групи радянських письменників до редакції газети «Правда» 31 серпня 1973 року про Солженіцина і Сахарова.

## Родина
- Перша дружина — Дора Сергіївна Федіна (уроджена Александер; 1895 — 11 квітня 1953[13]), працювала друкаркою у приватному видавництві Гржебіна.
  - Дочка — Ніна Костянтинівна (21 вересня 1922 — 11 грудня 2018), акторка.
- Друга (громадянська) дружина — Ольга Вікторівна Михайлова (1905—1992).

## Нагороди та звання
- Герой Соціалістичної Праці (23.02.1967)
- Чотири Ордени Леніна (23.02.1962; 23.02.1967; 23.02.1972; 17.09.1975)
- Орден Жовтневої Революції (02.07.1971)
- Два Ордена Трудового Червоного Прапора (31.01.1939; 25.02.1952)
- Медалі
- Орден «За заслуги перед Вітчизною» 1-го ступеня НДР
- Золотий Орден «Зірка дружби народів» — нагорода Державної Ради НДР[14]
- Сталінська премія першого ступеня (1949) — за романи «Перші радощі» (1945) і «Незвичайне літо» (1947—1948)

## Пам'ять
- Одна з вулиць Братислави названа в честь К. О. Федіна.
- Іменем Костянтина Федіна названа одна із площ Саратова, а також вулиці в Москві (Північне Ізмайлово) і Чебоксарах, Чувашія.
- Музей Костянтина Федіна в Саратові.
- Пам'ятник К. О. Федіна в Саратові. Скульптори О. П. Кибальников, В. Н. Протков; архітектор Ю. І. Менякін.
- Саратовський державний педагогічний інститут імені К. А. Федіна.
- Одна із вулиць Сизрані носить назву вул. Костянтина Федіна.
- Круїзний теплохід «Костянтин Федін»

## Кіновтілення
- 2011 — Фурцева — Анатолій Яббаров
- 1973 — Міста і роки — Олександр Зархі

## Видання творів
- Світає: [Розповіді] / [Іл. худож. В. Конашевича]. — Петербург: Держ. вид-во, 1921. — 14 с.
- Бакунін у Дрездені: Театр в 2 актах / Конст. Федін. — Петербург: Держ. вид-во, 1922. — 96 с.
- Сад: [Вірш]. — Петроград, 1922. — 31 с.
- Ганна Тимофіївна: Повість. — Берлін: Кн-во письменників, 1923. — 103 с.
- Пустир: [Розповіді] / Конст. Федін. Марка вид-ва роб. худож. Ю. Анненкова. — Москва; Петербург: Коло, 1923. — 192, [3] с.
- Міста і роки: роман. — Ленінград: Держ. вид., 1924. — 384, [3] с.
- Мужики: Повість. — Ленінград: Прибій, [1926]. — 64 с. — (Бібліотека для всіх).
- Абхазькі розповіді: Для юнацтва / Конст. Федін; Мал. К. Ербштейна. — Москва; Ленінград: Держ. вид-во, 1927. — 25 с.
- Наровчатська хроніка, ведена Симоновського монастиря послушником Ігнатієм в літо 1919-е: [Повість]. — Ленінград: Прибій, [1927] (типо-лит. «Вісник Ленінгр. рад».). — 64 с.
- Брати: Роман. — Ленінград: Прибій, 1928 (тип. Друкарський двір Держ. вид-ва). — 318, [2] с.
- Трансвааль: [Вірш]. — [Ленінград]: Прибій, 1928 (держ. тип. Ім. Євг. Соколової). — 79, [1] с.
- Розповідь про один ранок. — Ленінград: Прибій, 1929 (тип. Друкарський двір Держ. вид-ва). — 52, [3] с.
- Викрадення Європи: роман. — Ленінград: Держ. вид-во художньої літератури. Ленінградське від-ня, 1934—1935. — (Дешева бібліотека ОГІЗа)
- Смерть Кваста: [Вірш]. — Ленінград: Держлітвидав, 1936. — (тип. «Друкарський двір» ім. О. М. Горького)
- Нові розповіді. — Москва: Правда, 1940. — 48 с. — (Бібліотека «Огонек», № 46)
- Санаторій Арктур: Роман. — Москва: Рад. письменник, 1940. — 188 с.
- Випробування почуттів: П'єса в 4 актах / Конст. Федін. — Москва; Ленінград: Мистецтво, 1943 (М.). — 116 с.
- Побачення з Ленінградом: Нариси. — Ленінград: Воєн. вид-во, 1945. — 61 с.
- Перші радості: роман. — Москва: ОГІЗ: Держ. вид-во худож. літ., 1946. — 339, [1] с.
- Я був актором: [Повість]. — Москва: Гослітіздат, 1956. — 70 с. — (Масова серія)
- Письменник, мистецтво, час. — Москва: Рад. письменник, 1957. — 523 с.
- Як ми пишемо. — Москва: Рад. Росія, 1966. — 93 с. — (Письменники про творчість)
- Горький серед нас: Картини літ. життя. — Москва: Рад. письменник, 1968. — 383 с.
- Зібрання творів в 4 т.- Ленінград: Прибій, [1927] -1928 (держ. тип. ім. Євг. Соколової).
- Федін К. А. Твори в 6-ти томах. — М .: Держлітвидав, 1952—1954.
- Федін К. А. Зібрання творів. У 9 томах. — М .: Держлітвидав, 1959—1962.
- Зібрання творів: У 10 т. / [Вступ. стаття М. Кузнєцова, с. 5-55]; [Прим. А. Старкова]. — Москва: Худож. літ., 1969—1973.
- Федін К. А. Зібрання творів. У 12 тт. — М .: Художня література, 1982—1986.
- Федін К. А. Вибрані твори. У 3 тт. — М., 2009.
- "Костянтин Федін і його сучасники. З літературної спадщини 20 століття ". Книга 1. — М .: ИМЛИ ім. О. М. Горького; Державний музей К. О. Федіна, 2016. — 678 с.
- «Звела нас Росія»: листування К. О. Федіна та І. С. Соколова-Микитова, 1922—1974 / Під ред. І. Е. Кабанова, І. В. Ткачова. — М .: Держ. музей К. О. Федіна, 2008.